# Paróquia de Sabine
A Paróquia de Sabine é uma das 64 paróquias do estado americano da Luisiana. A sede da paróquia é Many, e sua maior cidade é Many.
A paróquia possui uma área de 2 620 km² (dos quais 379 km² estão cobertas por água), uma população de 23 459 habitantes, e uma densidade populacional de 10 hab/km² (segundo o censo nacional de 2000). 